# Бекемеєр (Іллінойс)
Бекемеєр (англ. Beckemeyer) — селище (англ. village) в США, в окрузі Клінтон штату Іллінойс. Населення — 923 особи (2020).

## Географія
Бекемеєр розташований за координатами 38°36′21″ пн. ш. 89°25′56″ зх. д. / 38.60583° пн. ш. 89.43222° зх. д. (38.605801, -89.432271).  За даними Бюро перепису населення США в 2010 році селище мало площу 1,59 км², уся площа — суходіл.

## Демографія
Згідно з переписом 2010 року, у селищі мешкало 1040 осіб у 414 домогосподарствах у складі 263 родин. Густота населення становила 655 осіб/км².  Було 442 помешкання (279/км²).
Расовий склад населення:
| - 97,6 % — білих - 0,5 % — азіатів - 0,3 % — корінних американців |

До двох чи більше рас належало 0,9 %. Частка іспаномовних становила 5,1 % від усіх жителів.
За віковим діапазоном населення розподілялося таким чином: 24,3 % — особи молодші 18 років, 60,6 % — особи у віці 18—64 років, 15,1 % — особи у віці 65 років та старші. Медіана віку мешканця становила 37,3 року. На 100 осіб жіночої статі у селищі припадало 105,5 чоловіків;  на 100 жінок у віці від 18 років та старших — 99,2 чоловіків також старших 18 років.
Середній дохід на одне домашнє господарство  становив 60 470 доларів США (медіана — 41 250), а середній дохід на одну сім'ю — 74 413 долари (медіана — 57 938). Медіана доходів становила 47 426 доларів для чоловіків та 32 550 доларів для жінок. За межею бідності перебувало 12,3 % осіб, у тому числі 32,3 % дітей у віці до 18 років та 11,7 % осіб у віці 65 років та старших.
Цивільне працевлаштоване населення становило 451 осіб. Основні галузі зайнятості: освіта, охорона здоров'я та соціальна допомога — 24,2 %, виробництво — 17,5 %, мистецтво, розваги та відпочинок — 14,0 %.